# ミシェル・ルグラン
ミシェル・ルグラン（フランス語: Michel Legrand、1932年2月24日 - 2019年1月26日）は、フランスの男性の作曲家、ジャズ・ピアニスト、映画監督、俳優。パリ出身。歌手のバンジャマン・ルグランは次男。女優のマーシャ・メリルは妻。

## 来歴
パリ20区メニルモンタン生まれ。父は指揮者・作曲家のレイモン・ルグラン、母親はマルセルはアルメニア人で、楽譜出版社を経営者。2歳年上の姉はのちにスウィングル・シンガーズのリード・ソプラノとして名を成すクリスチャンヌ・ルグランという音楽一家で育つ。
パリ国立高等音楽院でナディア・ブーランジェのピアノ伴奏クラスにおいて学び、1950年代からジャズ、映画音楽の分野で活動。ジャック・ドゥミ監督と共に手掛けた『シェルブールの雨傘』、『ロシュフォールの恋人たち』をはじめアカデミー歌曲賞を受賞した『華麗なる賭け』（主題歌『風のささやき』）、『おもいでの夏』、『愛と哀しみのボレロ』（フランシス・レイとの共作）、『栄光のル・マン』『ネバーセイ・ネバーアゲイン』など数々の映画音楽を創作し、20世紀後半のフランス映画音楽界を代表する存在である。携わった作品の数はテレビも含めると200以上に上る。

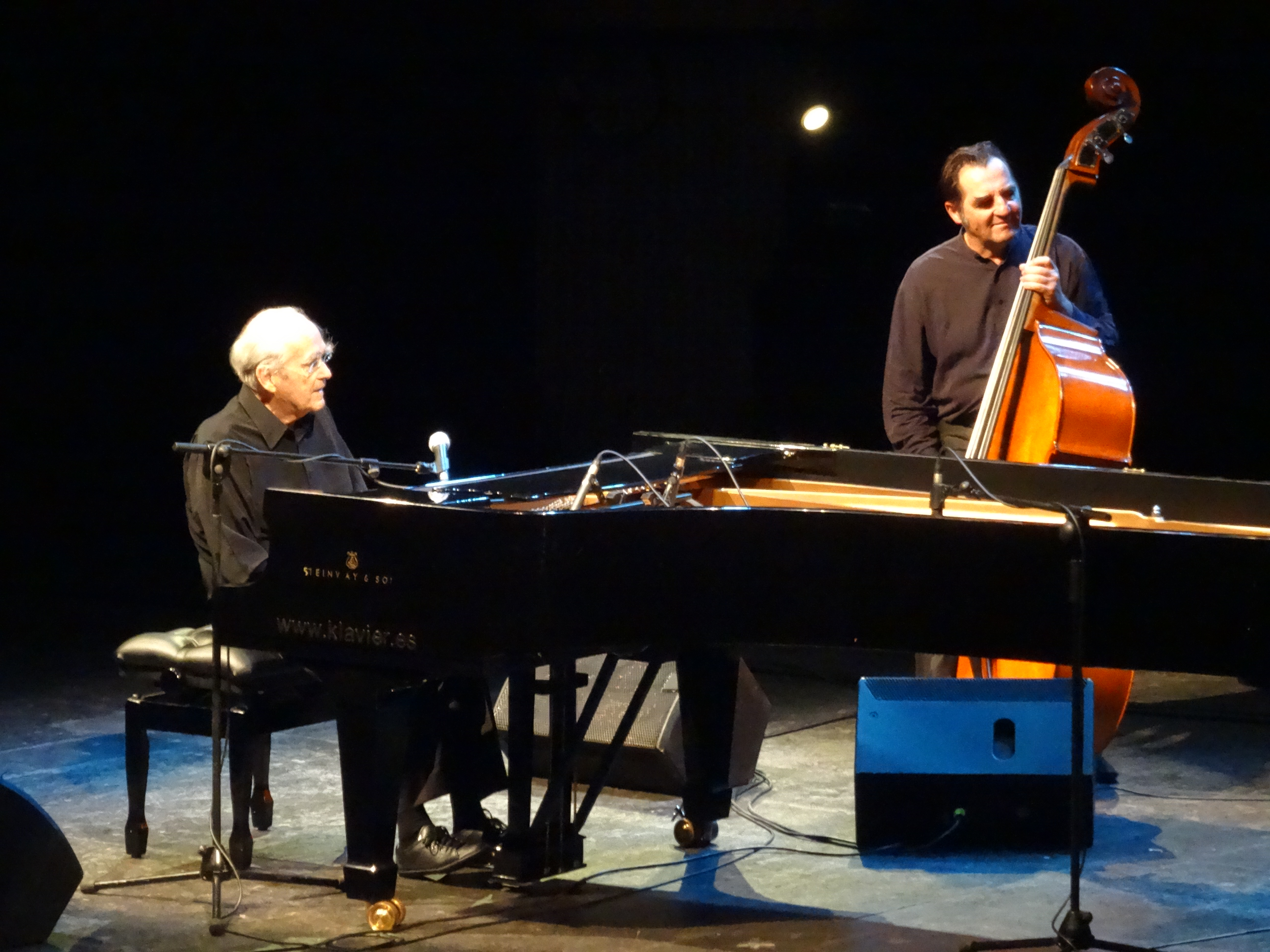
ジャズコンサートでピアノを奏でる晩年のルグラン (2017年7月)

ジャズ・ピアニストとしても活動し、自己名義のアルバム『Legrand Jazz』（1958年）ではマイルス・デイヴィスと共演。他にもジョン・コルトレーン、ジャック・ジョーンズ、ジョニー・マティス、リナ・ホーン、サラ・ヴォーンら大物ミュージシャンとの共演作品も数多い。さらに後年にはボイストレーニングを受けて、自作曲の歌唱もこなすようになった。
ジャン＝ピエール・メルヴィル監督によるアラン・ドロン主演のフィルムノワール『仁義 Le Cercle Rouge (1970)』は当初はルグランが音楽を担当をする予定であったが、最終的にはエリック・ド・マルサンが担当した。ド・マルサンはルグランから「自分のことは気にしなくてもいいから」と電話をもらい感謝したという。メルヴィルから却下されたルグランの音楽は『黒い輪 セルクル・ノワール』と題されたメルヴィル音楽のサントラCDで3曲聞くことができる。
親日家としても知られていて、1972年以降たびたび来日公演を行っていた。日本映画『ベルサイユのばら』の音楽や、森山良子とのコラボレーションでも話題となった。
自身の曲『Di-Gue-Ding-Ding（ディ・グ・ディン・ディン）』は、2005年にサントリーのビール類のシリーズCM（モルツ・ダイエット生・マグナムドライ）に起用され、2009年に資生堂・UNOのCMに起用された。また1997年から1999年までバラエティ番組「HAMASHO」で、BGMとして同曲が使われていた。
2019年1月26日にパリ西部近郊ヌイイ＝シュル＝セーヌに於いて死去。86歳没。

## 映画
- 女は女である Une femme est une femme (1961)
- 5時から7時までのクレオ Cléo de 5 à 7 (1961)
- エヴァの匂い Eva (1962)
- 女と男のいる舗道 Vivre sa vie: Film en douze tableaux (1962)
- シェルブールの雨傘 Les Parapluies de Cherbourg (1963)
- はなればなれに Bande à part (1964)
- ポリー・マグーお前は誰だ Qui êtes-vous, Polly Maggoo ? (1966)
- タヒチの男 Tendre voyou (1966)
- ロシュフォールの恋人たち Les Demoiselles de Rochefort (1967)
- 愛すべき女・女（め・め）たち Le Plus vieux métier du monde (1967)
- 華麗なる賭け The Thomas Crown Affair (1968)
- 太陽が知っている La piscine (1969)
- 大反撃 Castle Keep (1969)
- 殺意の週末 The Lady in the Car with Glasses and a Gun (1970)
- ロバと王女 Peau d'Âne (1970)
- 嵐が丘 Wuthering Heights (1970)
- 恋 The Go-Between (1971)
- おもいでの夏 Summer of '42 (1971)
- 栄光のル・マン Le Mans (1971)
- ビリー・ホリデイ物語/奇妙な果実 Lady Sings the Blues (1972)
- 三銃士 The Three Musketeers (1973)
- オーソン・ウェルズのフェイク Vérités et mensonges (1974)
- うず潮 Le Sauvage (1975)
- ハンター THE HUNTER (1980)
- アトランティック・シティ Atlantic City (1980)
- 愛と哀しみのボレロ Les Uns et les autres (1981)
- 結婚しない族 Best Friends (1982)
- ネバーセイ・ネバーアゲイン Never Say Never Again (1983)
- 愛のイエントル Yentl (1983)
- 想い出のマルセイユ Trois places pour le 26 (1988)
- スイッチング・チャンネル Switching Channels (1988)
- ガスパール 君と過ごした季節 Gaspard et Robinson (1990)
- プレタポルテ Prêt-à-Porter (1994)
- レ・ミゼラブル Les Misérables (1995)
- リュミエールの子供たち Les Enfants de Lumière (1995)
- マドレーヌ Madeline (1998)
- DISCO ディスコ Disco (2008)
- 100歳の少年と12通の手紙 Oscar et la dame rose  (2009)
- チャップリンからの贈り物　La Rançon de la gloire (2015)
- 風の向こうへ　The Other Side of the Wind (2018)

### 日本映画
- 『火の鳥』実写版（1978年、監督：市川崑） テーマ音楽のみ
  - 映画「火の鳥」のイメージソングとして同名タイトルの『火の鳥』という曲を作曲する（作詞は谷川俊太郎）。松崎しげる、サーカス、ハイ・ファイ・セットがそれぞれシングルリリースしている。
- 『ベルサイユのばら』実写版（1979年）

## リーダー・アルバム
- アイ・ラヴ・パリ - I Love Paris (Columbia) 1954年
- ルグラン・ジャズ - Legrand Jazz (Phlips) 1958年
- ジャズ・ルグラン - Jazz le Grand (Gryphon) 1979年
- Michel Legrand by Michel Legrand (Decca) 2002年

## 関連書籍（公認書籍）
- 『ミシェル・ルグラン』 (ARTISAN de la MUSIQUE)　濱田髙志・監修（愛育社）2002.4
- 濱田髙志 『ミシェル・ルグラン風のささやき』音楽之友社） 2004.3
- 『ミシェル・ルグラン自伝』ミシェル・ルグラン、ステファン・ルルージュ著　高橋明子・翻訳　濱田髙志・監修（アルテスパブリッシング） 2015.7
- 『ジャック・ドゥミ+ミシェル・ルグラン』シネマ・アンシャンテ、山田宏一・濱田髙志　共著（立東舎）2017.9
- 濱田髙志『ミシェル・ルグラン クロニクル』（立東舎） 2017.9